# Endelexeia

## Biografia
Endelexeia (em grego Ενδελέχεια, pronunciasse "endeléhia") é uma banda de rock grego. Seus primeiros membros se conheceram no principio da decada de 80, formando a banda em 1991 em Atenas. O seu primeiro disco, Endelexeia, foi lançado pelo selo Eros Music em 1994. Seus outros 6 discos foram lançados pelo selo FM records.

## Membros
- Dimítris Mitsotákis(Δημήτρης Μητσοτάκης): Letras, bateria e voz.
- Dimítris Leondópulos (Δημήτρης Λεοντόπουλος): Violão.
- Andónis Dimitríu (Αντώνης Δημητρίου): Guitarra e voz.
- Andréas Vetúdis (Ανδρέας Βαιτούδης): Teclado e samples.
- Yórgos Kulúris (Γιώργος Κουλούρης): Baixo.

## Discografia

### Endelekhia(Ενδελέχεια)
Lançado em 1994
1. 87 ST'
2. Tis modas opados
3. Dos' mou ena rolo
4. Symperasma
5. Enantia se kathe logiki
6. Alogos - Paralogos
7. Diadromes
8. Sa dromos viastikos
9. Mono gia ligo
10. Skliro Kharti
11. Aristotelous 130
12. Panta th' akougontai oi penies mas

### Einai edo... o,ti einai kai pio pera (Είναι εδώ... ο,τι είναι και πιο πέρα)
Lançado em 1996
1. Ein' edo
2. 38.52
3. Pos na poume tora alla paramythia
4. Akou Vlepe Mila
5. Logia kopse
6. Υparkhoun lekseis
7. To terma t' ouranou
8. O Aunan!
9. O diarriktis
10. To katakathi
11. Enoikoi
12. O fovos

### Voutia apo psila (Βουτιά από ψηλά)
Lançado em 1997
1. O erotas
2. Diamantenia provlita
3. Mikres khares
4. Kante pera
5. Pezo (na psakhnoume prosegisi...)
6. Daneika
7. Voutia apo psila
8. Zoes paralliles
9. I farsa
10. Misi selida enokhes
11. ELa
12. Pezo (...kato apo tis kornes ton okhimaton)

### 1999 Khartines saites (Χάρτινες σαΐτες)
Lançado em 1999
1. Katadikos
2. Eimaste edo
3. Na 'rtho ki apopse
4. Mas kathreftizei i vrokhi
5. Soasmeni gefira
6. Den eimai autos pou thes
7. Katse sti gonia sou
8. Pou na se vro
9. Stigmes
10. Khartines saites
11. Klostes

### Kathreftis, multimedia CD single (Καθρεφτησ)
Lançado em 2000
1. Bagasas
2. Stin arkhi tou tragoudiou
3. Tha s' antanaklo

### Sta sinora tis meras, multimedia CD (Στα σύνορα της μέρας)
Lançado em 2001
1. Den sas milo ego
2. Oi nykhtes
3. Na kao
4. An nostalgo
5. Kapoios me vlepei
6. O teleios ponos
7. Me tin agapi
8. Ola edo gyrnane
9. To koritsi
10. O ksenos
11. Ti tragoudi na sou po
12. I fotografi
13. Fonissa mana
14. Prosmoni

### Mia petalouda pou ksefeugei (Μια πεταλούδα που ξεφεύγει)
Lançando em 2003
1. An eikhe dyo ilious touti h gi
2. I petalouda
3. Ma ein' arga
4. Krisi panikou
5. Ta logia
6. Den yparkhei epistrofi
7. O drapetis
8. Imerologio
9. Fthinoporo
10. Isoun ekei
11. Tou augoustou khalazi
12. Pes mou

### Mesa mou kryvontai alloi (Μέσα μου κριβόνται άλλοι)
Lançado em 2005
1. De thelo na thymamai
2. Edo mori, tha legesai Maria
3. Paraskeui
4. To astiko
5. Panta tha feugo
6. O erotas pou zitise polla
7. Eimai ena lathos
8. Kai epese sti gi
9. Ta tragoudia mou einai kleftes
10. Mikri istoria
11. O vrakhos
12. Otan tha 'rthei ksana to kalokeri